# Ceny Anděl 2024
Ceny Anděl Coca-Cola 2024 byl 34. ročník cen Akademie populární hudby Anděl. Slavnostní ceremoniál vyhlášení cen se uskutečnil v sobotu 5. dubna 2025 v prostorách Křižíkových pavilonů na pražském Výstavišti a v moderování ceremoniálu se vystřídalo několik moderátorů. V přímém přenosu jej odvysílala Česká televize na programu ČT1.
Nejvíce nominací (3) získal Viktor Sheen. 

## Ceny a nominace

### Hlavní ceny

#### Album roku
- Vladimír Mišík – Vteřiny, měsíce a roky
- Monkey Business – Když múzy mlčí
- Kateřina Marie Tichá – Plamen

#### Skladba roku
- Pam Rabbit – Space
- Anna K – Apollo 11
- Viktor Sheen – Syndrom

#### Skupina roku
- Monkey Business – Když múzy mlčí
- Bert & Friends – České moře
- Prago Union – Zvukoloď

#### Sólový interpret
- Vladimír Mišík – Vteřiny, měsíce a roky
- Ben Cristovao – Spektrum
- Viktor Sheen – Impostor syndrom

#### Sólová interpretka
- Kateřina Marie Tichá – Plamen
- Načeva – Jdem temným dnem
- Rozálie – Láska, hlíny, rýč

#### Společný projekt
- Ewa Farna & Annet X – TO JE MOJE HOLKA
- FVLCRVM, TeRRa & Bols/Slob – Divine / w u @
- Smack One, P Money – Champions League

#### Objev roku
- Kvietah – Díky, včely
- Rodan – The End Of Me
- Štěpán Urban – Potopa

#### Videoklip roku
- Lazer Viking –ICU BBY, režie J. Walker
- Bert & Friends - České moře, režie Š. Müllerová, A. Romanutti
- Yzomandias & PTK - Uprostřed Oceánu, režie A. Rohal

### Alternativa a elektronika
- Irena & Vojtěch Havlovi – Four Hands
- Anki – I WANT TO FEEL SAFEy
- Dukla – Stejný lepší

### Folk
- Mirek Kemel – Mordyjé
- Martina Trchová – 90% štěstí
- Wolf Lost In The Poem – Indigem

### Jazz
- Alf Carlsson, Jiří Kotača Quartet – Our Stories
- Hlaskontrabas Oktet – Kaleidoscapes
- Limbo – Spirit Of Chaos

### Klasika
- Cappella Mariana & Constantinople – Pilgrimage / Hudební pouť Kryštofa Haranta do Jeruzaléma / circa 1600
- Pavel Černoch – Smetana Arias
- Symfonický orchestr Českého rozhlasu, Petr Popelka – Bedřich Smetana : Má vlast / Symfonické dílo

### Rap
- Viktor Sheen – Impostor syndrom
- Ektor – SATIVA
- Smack One, P Money – Champions League

### Rock
- Acid Row – Poisoned Mind
- Dark Gamballe – Dobrý lhář
- The Truth Is Out There – Colors

### Slovenské album roku
- Para – Pre Všetko Okolo Nás
- Billy Barman – Galéria duševného zdravia
- Pavol Hammel – Kam a za čím

### Síň slávy
- Ivan Mládek